# Ho amato tutto
Ho amato tutto è un singolo della cantante italiana Tosca, pubblicato il 6 febbraio 2020.
Il brano, scritto, prodotto e arrangiato da Pietro Cantarelli, è stato presentato al Festival di Sanremo 2020, dove si è classificato al sesto posto, vincendo il premio Giancarlo Bigazzi per la miglior composizione musicale e il premio Nilla Pizzi per la migliore interpretazione. Il brano fa parte della riedizione dell'album Morabeza, uscito il 14 febbraio 2020.

## Classifiche
| Classifica (2020) | Posizione massima |
| ----------------- | ----------------- |
| Italia            | 54                |